# Łukjanci
Łukjanci (ukr. Лук'янці) – wieś na Ukrainie, w obwodzie charkowskim, w rejonie charkowskim, w hromadzie Łypci. W 2001 liczyła 1242 mieszkańców.15 maja 2024 armia rosyjska zajęła wieś